# Ostpreußische Operation (1945)
1941: Białystok-Minsk – Dubno-Luzk-Riwne – Smolensk – Uman – Kiew – Odessa – Leningrader Blockade – Wjasma-Brjansk – Charkow – Rostow – Moskau – Tula

1942: Rschew – Charkow – Ljuban/Wolchow – Kertsch/Sewastopol – Fall Blau – Kaukasus – Stalingrad – Operation Mars

1943: Woronesch-Charkow – Operation Iskra – Nordkaukasus – Charkow – Kursk – Orjol – Donez-Mius – Donbass – Belgorod-Charkow – Smolensk – Dnepr – Kiew

1944: Dnepr-Karpaten – Leningrad-Nowgorod – Krim – Wyborg–Petrosawodsk – Operation Bagration – Lwiw-Sandomierz – Jassy–Kischinew – Belgrad – Petsamo-Kirkenes – Baltikum – Karpaten – Ungarn

1945: Kurland  – Weichsel-Oder – Ostpreußen – Westkarpaten – Niederschlesien – Ostpommern – Plattensee – Oberschlesien – Wien – Oder – Berlin – Prag
Die Schlacht um Ostpreußen fand vom 13. Januar bis zum 25. April 1945 statt und war die blutigste und längste Schlacht des Jahres. Im Laufe der Ostpreußischen Operation (russisch Восточно-Прусская операция) führte die Rote Armee sechs Unteroperationen durch: die Insterburg–Königsberger, Mlawa–Elbinger, Heilsberger, Braunsberger, Samlander und die Königsberger Operation.

## Vorgeschichte
Im Sommer 1944 war den sowjetischen Truppen die Zerschlagung der Heeresgruppe Mitte gelungen, fast unaufhaltsam rückte die Rote Armee bis an die östliche Grenze des Deutschen Reiches heran. Die weit nach Osten vorgelagerte Provinz Ostpreußen spürte zuerst die Schrecken des Krieges. Der erste Großangriff durch die sowjetische 11. Gardearmee (General Galitzki) brach am 16. Oktober 1944 während der Gumbinnen-Goldaper Operation los und konnte im Raum südlich Gumbinnen bis zur Angerapp durchstoßen. Die Einbrüche an der Front des XXVI. und XXVII. Armeekorps konnten durch Gegenstöße des XXXIX. Panzerkorps bis Ende Oktober abgeriegelt werden. Trotzdem hatten die Sowjets die Grenze Ostpreußens zwischen Memel und der Rominter Heide auf etwa 130 Kilometer Breite umfasst und deutschen Boden im Raum Schirwindt–Eydtkau–Trakehnen–Rominten bis 40 Kilometer Tiefe in ihre Hände gebracht. Die Front stabilisierte sich Ende Oktober notdürftig an der Linie Augustow–Goldap–Großwaltersdorf–Grünweiden–Schloßberg, entlang der Memel über Tilsit zum Kurischen Haff. Das durch sowjetische Truppen angerichtete Massaker von Nemmersdorf diente der NS-Propaganda dazu, die verängstigte Bevölkerung zum Durchhalten zu animieren.
Am 12. Januar 1945 begann mit der Weichsel-Oder-Operation die sowjetische Großoffensive gegen die zwischen Warschau und Sandomierz an der Weichsel-Linie haltende Heeresgruppe A. Nach der richtigen Einschätzung der Stawka war die deutsche Ostfront wegen der Ardennenoffensive an der Westfront von fast allen Reserven entblößt. Noch vor Erreichung des operativen Durchbruches im südlichen Polen, wurde der gleichzeitige Angriff der nördlichen Frontarmeen in Ostpreußen beschlossen, der um einen Tag später erfolgen sollte. So stand die Ostfront zwischen der Ostsee und den Karpaten im Angriff. Der nun auf die Hälfte der Ostfront ausgedehnte Großkampf überstieg die militärischen Ressourcen der Wehrmacht völlig. Die seit dem Winter 1944 neu aufgestellten Volksgrenadier-Divisionen waren kein Ersatz für die im Vorjahr durch die Rote Armee zerschlagenen Divisionen.

## Truppenstärke
Ostpreußen und Teile Nordpolens wurden von der 3. Panzerarmee unter Erhard Raus und der 4. Armee unter Friedrich Hoßbach (ab 30. Januar unter Friedrich-Wilhelm Müller) im nördlichen Frontabschnitt der deutschen Heeresgruppe Mitte unter Georg-Hans Reinhardt verteidigt. Sie hatten 580.000 Soldaten und 200.000 Angehörige des Volkssturms, 8.200 Geschütze, 700 Panzer und 700 Flugzeuge (41 Divisionen und 6 Brigaden). Ihnen gegenüber standen die 2. Weißrussische Front unter Konstantin Rokossowski, die 3. Weißrussische Front unter Iwan Tschernjachowski (ab 20. Februar unter Alexander Wassilewski) und die 43. Armee der 1. Baltischen Front unter Howhannes Baghramjan mit einer Gesamtstärke von 1,67 Mio. Soldaten, 25.000 Geschützen, 3.000 Panzern und 3.000 Flugzeugen.
| Heeresgruppe Mitte (Generaloberst Georg-Hans Reinhardt) |                                                     |                                                                        | |
|                                                         | 3. Panzerarmee (Generaloberst Erhard Raus)          |                                                                        | |
|                                                         |                                                     | Armeereserve                                                           | |
|                                                         |                                                     |                                                                        | 5. Panzerdivision (Generalmajor Günther Hoffmann-Schoenborn)                                              |
|                                                         |                                                     | XXVIII. Armeekorps (General der Infanterie Hans Gollnick)              | |
|                                                         |                                                     |                                                                        | 95. Infanterie-Division (Generalmajor Joachim-Friedrich Lang)                                             |
|                                                         |                                                     |                                                                        | 58. Infanterie-Division (General Curt Siewert)                                                            |
|                                                         |                                                     |                                                                        | Div. z. b. V. 607 (Generalleutnant Max Horn, Sicherung an der Nehrung)                                    |
|                                                         |                                                     | IX. Armeekorps (General der Artillerie Rolf Wuthmann)                  | |
|                                                         |                                                     |                                                                        | 286. Sicherungs-Division (Generalleutnant Wilhelm Thomas)                                                 |
|                                                         |                                                     |                                                                        | 551. Volks-Grenadier-Division (Generalmajor Siegfried Verhein)                                            |
|                                                         |                                                     |                                                                        | 548. Volksgrenadier-Division (Generalmajor Erich Sudau)                                                   |
|                                                         |                                                     |                                                                        | 561. Volksgrenadier-Division (Generalmajor Walter Gorn)                                                   |
|                                                         |                                                     | XXVI. Armeekorps (General der Infanterie Gerhard Matzky)               | |
|                                                         |                                                     |                                                                        | 56. Infanterie-Division (Generalmajor Edmund Blaurock)                                                    |
|                                                         |                                                     |                                                                        | 69. Infanterie-Division (General Siegfried Rein)                                                          |
|                                                         |                                                     |                                                                        | 1. Infanterie-Division (Generalleutnant Hans Schittnig)                                                   |
|                                                         |                                                     |                                                                        | 349. Volksgrenadier-Division (Generalmajor Karl Koetz)                                                    |
|                                                         |                                                     |                                                                        | 549. Volksgrenadier-Division (General Karl Jank)                                                          |
|                                                         | 4. Armee (General der Infanterie Friedrich Hoßbach) |                                                                        | |
|                                                         |                                                     | Armeereserve                                                           | |
|                                                         |                                                     |                                                                        | Div. z.b. V. 605 (Sicherung Lötzener Seen-Stellung)                                                       |
|                                                         |                                                     |                                                                        | Fallschirm-Panzer-Division 1 Hermann Göring (Generalmajor Horst von Necker; ab 15. Januar im Abtransport) |
|                                                         |                                                     |                                                                        | 23. Infanterie-Division (Generalleutnant Hans Schirmer, Raum Thorn)                                       |
|                                                         |                                                     | Fallschirm-Panzerkorps "Hermann Göring" (Generalmajor Wilhelm Schmalz) | |
|                                                         |                                                     |                                                                        | 61. Infanterie-Division (Generalleutnant Rudolf Sperl)                                                    |
|                                                         |                                                     |                                                                        | Fallschirm-Panzer-Division 2 Hermann Göring (Oberst Wilhelm Söth)                                         |
|                                                         |                                                     |                                                                        | 21. Infanterie-Division (Generalmajor Heinrich Götz)                                                      |
|                                                         |                                                     |                                                                        | 28. Jäger-Division (Generalmajor Ernst König)                                                             |
|                                                         |                                                     | XXXXI. Panzerkorps (General der Artillerie Hellmuth Weidling)          | |
|                                                         |                                                     |                                                                        | 50. Infanterie-Division (Generalmajor Georg Haus)                                                         |
|                                                         |                                                     |                                                                        | 367. Infanterie-Division (Generalleutnant Hermann Hähnle)                                                 |
|                                                         |                                                     |                                                                        | 170. Infanterie-Division (Generalleutnant Siegfried Haß)                                                  |
|                                                         |                                                     | VI. Armeekorps (General der Infanterie Horst Großmann)                 | |
|                                                         |                                                     |                                                                        | 558. Volksgrenadier-Division (Generalleutnant Arthur Kullmer)                                             |
|                                                         |                                                     |                                                                        | 131. Infanterie-Division (Oberst Nobiz)                                                                   |
|                                                         |                                                     |                                                                        | Polizei-Gruppe Hannibal (SS-Brigadeführer Heinrich Hannibal)                                              |
|                                                         |                                                     |                                                                        | 541. Volksgrenadier-Division (Generalleutnant Wolf Hagemann)                                              |
|                                                         |                                                     | LV. Armeekorps (General der Infanterie Friedrich Herrlein)             | |
|                                                         |                                                     |                                                                        | 203. Infanterie-Division (Generalleutnant Fritz Gädicke)                                                  |
|                                                         |                                                     |                                                                        | 562. Volksgrenadier-Division (General Johann-Oskar Brauer, später Oberst Hufenbach)                       |
|                                                         |                                                     |                                                                        | 547. Volksgrenadier-Division (Generalmajor Ernst Meiners)                                                 |
|                                                         | 2. Armee (Generaloberst Walter Weiß)                |                                                                        | |
|                                                         |                                                     | XX. Armeekorps (General der Artillerie Rudolf von Roman)               | |
|                                                         |                                                     |                                                                        | 102. Infanterie-Division (Generalleutnant Werner von Bercken)                                             |
|                                                         |                                                     |                                                                        | 14. Infanterie-Division (Generalleutnant Erich Schneider)                                                 |
|                                                         |                                                     |                                                                        | 292. Infanterie-Division (Generalleutnant Rudolf Reichert)                                                |
|                                                         |                                                     |                                                                        | 129. Infanterie-Division (Generalleutnant Heribert von Larisch)                                           |
|                                                         |                                                     | XXIII. Armeekorps (General der Infanterie Walter Melzer)               | |
|                                                         |                                                     |                                                                        | 299. Infanterie-Division (Generalmajor Karl Göbel)                                                        |
|                                                         |                                                     |                                                                        | 7. Infanterie-Division (Generalmajor Rudolf Noack)                                                        |
|                                                         |                                                     |                                                                        | 5. Jäger-Division (Generalmajor Friedrich Sixt)                                                           |
|                                                         |                                                     | XXVII. Armeekorps (General der Artillerie Maximilian Felzmann)         | |
|                                                         |                                                     |                                                                        | 35. Infanterie-Division (Generalleutnant Johann-Georg Richert)                                            |
|                                                         |                                                     |                                                                        | 252. Infanterie-Division (Generalleutnant Paul Drekmann)                                                  |
|                                                         |                                                     |                                                                        | 542. Volksgrenadier-Division (Generalleutnant Karl Löwrick)                                               |

| 3. Weißrussische Front (Armeegeneral Iwan D. Tschernjachowski) |                                                                         |                                                                                                  | |
|                                                                | 43. Armee (Generalleutnant Afanassi P. Beloborodow)                     |                                                                                                  | |
|                                                                |                                                                         | 103. Schützenkorps Generalleutnant Iwan Iljitsch Missan                                          | |
|                                                                |                                                                         |                                                                                                  | 9. Garde-Schützendivision Oberst Fjodor Grigorjewitsch Kriswomlin                                                                      |
|                                                                |                                                                         |                                                                                                  | 166. Schützendivision Generalmajor Anisim Illarisowitsch Swetljakow                                                                    |
|                                                                |                                                                         |                                                                                                  | 115. Schützendivision Oberst Alexsandr Pawlowitsch Blinow                                                                              |
|                                                                |                                                                         | 90. Schützenkorps Generalleutnant Gaik Aganesjewitsch Martirosjan                                | |
|                                                                |                                                                         |                                                                                                  | 26. Schützendivision Generalmajor Wassili Andrejewitsch Belonogow                                                                      |
|                                                                |                                                                         |                                                                                                  | 70. Schützendivision Oberst Seraphim Andrianowitsch Krasnowski                                                                         |
|                                                                |                                                                         |                                                                                                  | 319. Schützendivision Oberst L. A. Dulow                                                                                               |
|                                                                |                                                                         | 54. Schützenkorps Generalleutnant Alexander Sergejewitsch Ksenofontow                            | |
|                                                                |                                                                         |                                                                                                  | 263. Schützendivision Oberst Cornelius G. Tscherepanow                                                                                 |
|                                                                |                                                                         |                                                                                                  | 126. Schützendivision Oberst Iwan Iwanowitsch Wasilenko                                                                                |
|                                                                |                                                                         |                                                                                                  | 235. Schützendivision Generalmajor Iwan L. Lutzkewitsch                                                                                |
|                                                                | 39. Armee (Generalleutnant Iwan Iljitsch Ljudnikow)                     |                                                                                                  | |
|                                                                |                                                                         | 113. Schützenkorps General Nikolai Nikolajewitsch Oleschew                                       | |
|                                                                |                                                                         |                                                                                                  | 338. Schützendivision Generalmajor F. Ch. Polewoi, ab 17. Januar Ob. A.M. Mitschin                                                     |
|                                                                |                                                                         |                                                                                                  | 262. Schützendivision Generalmajor Z. N. Usatschew                                                                                     |
|                                                                |                                                                         |                                                                                                  | 192. Schützendivision Generalmajor L. G. Basanez                                                                                       |
|                                                                |                                                                         | 5. Garde-Schützenkorps Generalmajor Iwan Semenowitsch Besuglji                                   | |
|                                                                |                                                                         |                                                                                                  | 17. Garde-Schützendivision Generalmajor Alexander Petrowitsch Kwaschnin, ab 25. Januar Generalmajor Pjotr Nikolajewitsch Tschernyschow |
|                                                                |                                                                         |                                                                                                  | 19. Garde-Schützendivision Generalmajor Pawel Nikonowitsch Bibikow                                                                     |
|                                                                |                                                                         |                                                                                                  | 91. Garde-Schützendivision Oberst Wassili Iwanowitsch Koschanow                                                                        |
|                                                                |                                                                         | 94. Schützenkorps Generalmajor Josif Iwanowitsch Popow                                           | |
|                                                                |                                                                         |                                                                                                  | 358. Schützendivision Generalmajor P. F. Zareski                                                                                       |
|                                                                |                                                                         |                                                                                                  | 221. Schützendivision Generalmajor W. N. Kuschnarenko                                                                                  |
|                                                                |                                                                         |                                                                                                  | 124. Schützendivision Generalmajor Michail Danilowitsch Paptschenko                                                                    |
|                                                                |                                                                         | 1. Panzerkorps Generalleutnant Wassili Wassiljewitsch Butkow                                     | |
|                                                                |                                                                         |                                                                                                  | 89. Panzerbrigade |
|                                                                |                                                                         |                                                                                                  | 117. Panzerbrigade |
|                                                                |                                                                         |                                                                                                  | 159. Panzerbrigade |
|                                                                |                                                                         |                                                                                                  | 44. mot. Schützenbrigade |
|                                                                | 5. Armee (Generalleutnant Nikolai Iwanowitsch Krylow)                   |                                                                                                  | |
|                                                                |                                                                         | 72. Schützenkorps Generalmajor Alexander Ignatjewitsch Kasartzew                                 | |
|                                                                |                                                                         |                                                                                                  | 277. Schützendivision Generalmajor Stepan Trofimowitsch Gladischew                                                                     |
|                                                                |                                                                         |                                                                                                  | 63. Schützendivision Generalmajor N. M. Laskin                                                                                         |
|                                                                |                                                                         |                                                                                                  | 215. Schützendivision Generalmajor A. A. Kasarjan                                                                                      |
|                                                                |                                                                         | 65. Schützenkorps Generalmajor Grigori Nikiforowitsch Perekrestow                                | |
|                                                                |                                                                         |                                                                                                  | 97. Garde-Schützen-Division Oberst Samuel Iljitsch Tsukarew                                                                            |
|                                                                |                                                                         |                                                                                                  | 371. Schützendivision Generalmajor A. A. Boljachin, ab 29. Januar Oberst A. S. Lorinow                                                 |
|                                                                |                                                                         |                                                                                                  | 144. Schützendivision Oberst Alexander Alexejewitsch Donez                                                                             |
|                                                                |                                                                         | 45. Schützenkorps - Generalmajor Nikolai Iwanowitsch Iwanow                                      | |
|                                                                |                                                                         |                                                                                                  | 184. Schützendivision Generalmajor Bazán Badminowitsch Gorodowikow                                                                     |
|                                                                |                                                                         |                                                                                                  | 159. Schützendivision Oberst Iwan Gawrilowitsch Kalinin                                                                                |
|                                                                |                                                                         |                                                                                                  | 157. Schützendivision Oberst N. F. Kursakin                                                                                            |
|                                                                | 28. Armee (Generalleutnant Alexander A. Lutschinski)                    |                                                                                                  | |
|                                                                |                                                                         | 3. Garde-Schützenkorps Generalmajor Pjotr Alexejewitsch Alexandrow                               | |
|                                                                |                                                                         |                                                                                                  | 50. Garde-Schützendivision Generalmajor Antonin Stanislawowitsch Wladitschanski                                                        |
|                                                                |                                                                         |                                                                                                  | 54. Garde-Schützendivision Generalmajor Michail Matwejewitsch Danilow                                                                  |
|                                                                |                                                                         |                                                                                                  | 96. Garde-Schützendivision Generalmajor Sergei N. Kusnezow                                                                             |
|                                                                |                                                                         | 128. Schützenkorps Generalleutnant Pawel Fjodorowitsch Batizki                                   | |
|                                                                |                                                                         |                                                                                                  | 130. Schützendivision Generalmajor K. W. Sitschew, ab 30. Januar Ob. K.S. Popow                                                        |
|                                                                |                                                                         |                                                                                                  | 61. Schützendivision Generalmajor A. G. Schatzkow                                                                                      |
|                                                                |                                                                         |                                                                                                  | 152. Schützendivision Oberst A. T. Kusin ab 19. Januar Ob. G. L. Ribalka                                                               |
|                                                                |                                                                         | 20. Schützenkorps Generalmajor Nikolai Alexandrowitsch Schwarew                                  | |
|                                                                |                                                                         |                                                                                                  | 55. Garde-Schützendivision Generalmajor Adam Petrowitsch Turchinski                                                                    |
|                                                                |                                                                         |                                                                                                  | 48. Garde-Schützendivision Generalmajor Gljeb Nikolajewitsch Korchik                                                                   |
|                                                                |                                                                         |                                                                                                  | 20. Schützendivision Oberst I. G. Nesterenko, ab 29. Januar Generalmajor A. A. Mischkin                                                |
|                                                                | 11. Gardearmee (Generalleutnant Kusma Nikitowitsch Galitzki)            |                                                                                                  | |
|                                                                |                                                                         | 8. Garde-Schützenkorps Generalleutnant Michail Nikolajewitsch Sawadowski                         | |
|                                                                |                                                                         |                                                                                                  | 5. Garde-Schützendivision Generalmajor Georgi B. Petrow                                                                                |
|                                                                |                                                                         |                                                                                                  | 26. Garde-Schützendivision Generalmajor Grigori I. Tschernow                                                                           |
|                                                                |                                                                         |                                                                                                  | 83. Garde-Schützen-Division Oberst Nikolai Iljitsch Nikandrow                                                                          |
|                                                                |                                                                         | 16. Garde-Schützenkorps Generalmajor Stepan Saweljewitsch Gurjew, ab April 1945 Iwan I. Semjonow | |
|                                                                |                                                                         |                                                                                                  | 1. Garde-Schützendivision Generalmajor Pawel Fedorowitsch Tolstikow                                                                    |
|                                                                |                                                                         |                                                                                                  | 11. Garde-Schützendivision Generalmajor Nikoli Georgjewitsch Zyganow                                                                   |
|                                                                |                                                                         |                                                                                                  | 31. Garde-Schützendivision Generalmajor Iwan D. Burmakow                                                                               |
|                                                                |                                                                         | 36. Garde-Schützenkorps Generalmajor Pjotr Kirillowitsch Koschewoi                               | |
|                                                                |                                                                         |                                                                                                  | 16. Garde-Schützen-Division Generalmajor Adolfas Urbschas                                                                              |
|                                                                |                                                                         |                                                                                                  | 18. Garde-Schützendivision Generalmajor Georgi Petrowitsch Isakow                                                                      |
|                                                                |                                                                         |                                                                                                  | 84. Garde-Schützendivision General Iwan Kusmitsch Scherbina                                                                            |
|                                                                |                                                                         | 2. Garde-Panzerkorps Generalleutnant Alexei Semenowitsch Burdenji                                | |
|                                                                |                                                                         |                                                                                                  | 4. Garde-Panzerbrigade |
|                                                                |                                                                         |                                                                                                  | 25. Garde-Panzerbrigade |
|                                                                |                                                                         |                                                                                                  | 26. Garde-Panzerbrigade |
|                                                                |                                                                         |                                                                                                  | 4. Garde-mech. Schützenbrigade |
|                                                                | 2. Gardearmee (Generalleutnant Porphyri Georgjewitsch Tschantschibadze) |                                                                                                  | |
|                                                                |                                                                         | 11. Garde-Schützenkorps Generalleutnant Bagrat Issakowitsch Aruschanjan                          | |
|                                                                |                                                                         |                                                                                                  | 32. Schützendivision Generalmajor J. J. Werbow                                                                                         |
|                                                                |                                                                         |                                                                                                  | 2. Garde-Schützendivision Generalmajor Nikita Sergejewitsch Samochwalow, ab 11. Februar Josif Antonowitsch Maximowitsch                |
|                                                                |                                                                         |                                                                                                  | 33. Garde-Schützendivision Oberst Nikolai Iwanowitsch Krasnow                                                                          |
|                                                                |                                                                         | 13. Garde-Schützenkorps Generalleutnant Anton Iwanowitsch Lopatin                                | |
|                                                                |                                                                         |                                                                                                  | 87. Garde-Schützendivision Generalmajor Kirill Jakowljewitsch Timtschik                                                                |
|                                                                |                                                                         |                                                                                                  | 3. Garde-Schützendivision Generalmajor Grigori Fedosjewitsch Polischuk                                                                 |
|                                                                |                                                                         |                                                                                                  | 24. Garde-Schützendivision Oberst Pjotr Nikolajewitsch Domratschew                                                                     |
|                                                                |                                                                         | 60. Schützenkorps - Generalmajor Anissim Stefanowitsch Ljuchtikow                                | |
|                                                                |                                                                         |                                                                                                  | 154. Schützendivision Generalmajor A. P. Moskalenko, ab 10. Januar Oberst I. L. Wolkow                                                 |
|                                                                |                                                                         |                                                                                                  | 251. Schützendivision Generalmajor N. N. Degtjarew                                                                                     |
|                                                                |                                                                         |                                                                                                  | 334. Schützendivision Oberst J. J. Brystein                                                                                            |
|                                                                |                                                                         | 4. Garde-mechanisiertes Korps Generalleutnant Pawel Pawlowitsch Polubojarow                      | |
|                                                                |                                                                         |                                                                                                  | 12. Garde-mech. Brigade Oberst Mykola Dushak                                                                                           |
|                                                                |                                                                         |                                                                                                  | 13. Garde-mech. Brigade Oberst Semjon Konstantinowitsch Kurkotkin                                                                      |
|                                                                |                                                                         |                                                                                                  | 14. Garde-mech. Brigade Oberst Alexander J. Skidanow                                                                                   |
|                                                                | 31. Armee (Generalleutnant Pjotr Grigorjewitsch Schafranow)             |                                                                                                  | |
|                                                                |                                                                         | 71. Schützenkorps Generalmajor Sergei Alexejewitsch Knjaskow                                     | |
|                                                                |                                                                         |                                                                                                  | 54. Schützendivision Oberst W. G. Poljakow                                                                                             |
|                                                                |                                                                         |                                                                                                  | 88. Schützendivision Oberst Iwan Sergejewitsch Lobanow                                                                                 |
|                                                                |                                                                         |                                                                                                  | 331. Schützendivision Generalmajor P. F. Berestow                                                                                      |
|                                                                |                                                                         | 36. Schützenkorps Generalmajor Konstantin Iwanowitsch Prowalow                                   | |
|                                                                |                                                                         |                                                                                                  | 173. Schützendivision Oberst Alexander Jakowlewitsch Ordanowski                                                                        |
|                                                                |                                                                         |                                                                                                  | 176. Schützendivision Generalmajor W. I. Zolotarew                                                                                     |
|                                                                |                                                                         |                                                                                                  | 352. Schützendivision Oberst W. I. Rutjiko                                                                                             |
|                                                                |                                                                         | Reserve: 44. Schützenkorps - Generalmajor Michail Nikitowitsch Kleschin                          | |
|                                                                |                                                                         |                                                                                                  | 174. Schützendivision Oberst Nikita Iwanowitsch Demin                                                                                  |
|                                                                |                                                                         |                                                                                                  | 62. Schützendivision Oberst Simon Samuilowitsch Levin                                                                                  |
|                                                                |                                                                         |                                                                                                  | 220. Schützendivision Oberst Pjotr S. Chaustowitsch                                                                                    |

| 2. Weißrussische Front (Marschall Konstantin K. Rokossowski) |                                                                   |                                                                           | |
|                                                              | 50. Armee (Generalleutnant Iwan Wassiljewitsch Boldin)            |                                                                           | |
|                                                              |                                                                   | 69. Schützenkorps Generalmajor Nikolai Nikolajewitsch Multan              | |
|                                                              |                                                                   |                                                                           | 153. Schützendivision Oberst Alexander Smirnow, später Generalmajor Sergej Ignatjew                       |
|                                                              |                                                                   |                                                                           | 110. Schützendivision Oberst S. M. Tarasow                                                                |
|                                                              |                                                                   |                                                                           | 324. Schützendivision Oberst Iwan Kornilowitsch Kosak                                                     |
|                                                              |                                                                   |                                                                           | 191. Schützendivision Generalmajor G. O. Laschkin                                                         |
|                                                              |                                                                   | 81. Schützenkorps Generalleutnant Alexander Alexejewitsch Tjurin          | |
|                                                              |                                                                   |                                                                           | 2. Schützendivision Generalmajor M. I. Perewosnikow                                                       |
|                                                              |                                                                   |                                                                           | 330. Schützendivision Generalmajor Wladimir Gusew                                                         |
|                                                              |                                                                   |                                                                           | 307. Schützendivision Generalmajor Wasili Nikitowitsch Dalmatow                                           |
|                                                              |                                                                   | 124. Schützenkorps Generalleutnant Iwan Iwanowitsch Iwanow                | |
|                                                              |                                                                   |                                                                           | 208. Schützendivision Oberst R. W. Zwetkow                                                                |
|                                                              |                                                                   |                                                                           | 216. Schützendivision Generalmajor G. F. Maljukow                                                         |
|                                                              |                                                                   |                                                                           | 51. Schützendivision Oberst A. J. Chwostow                                                                |
|                                                              |                                                                   | Reserve                                                                   | |
|                                                              |                                                                   |                                                                           | 369. Schützen-Division Oberst Iwan Andrejewitsch Golubew                                                  |
|                                                              |                                                                   |                                                                           | 91. Schützendivision Generalmajor J. K. Sobjanin                                                          |
|                                                              |                                                                   |                                                                           | 161. Schützendivision Oberst N. A. Gerschewitsch                                                          |
|                                                              | 49. Armee (Generalleutnant Iwan Tichonowitsch Grischin)           |                                                                           | |
|                                                              |                                                                   | 70. Schützenkorps Generalleutnant Wassili Grigorjewitsch Terentjew        | |
|                                                              |                                                                   |                                                                           | 139. Schützendivision – Generalmajor I. K. Kirillow                                                       |
|                                                              |                                                                   |                                                                           | 38. Schützendivision - Generalmajor Alexei Dmitrijewitsch Tereschkow                                      |
|                                                              |                                                                   |                                                                           | 343. Schützen-Division - Generalmajor Alexander L. Kronik                                                 |
|                                                              |                                                                   | 121. Schützenkorps Generalleutnant Dmitri Iwanowitsch Smirnow             | |
|                                                              |                                                                   |                                                                           | 385. Schützendivision - Oberst Mitrofan F. Suprunow                                                       |
|                                                              |                                                                   |                                                                           | 238. Schützendivision - Generalmajor Iwan Danilowitsch Krasnoshtanow                                      |
|                                                              |                                                                   |                                                                           | 42. Schützendivision – Oberst S. K. Isakow                                                                |
|                                                              |                                                                   |                                                                           | 199. Schützendivision - Generalmajor N. K. Maslennikow                                                    |
|                                                              |                                                                   |                                                                           | 380. Schützendivision – Generalmajor Alexei Fjodorowitsch Kustow, ab 25. Januar A. D. Gorischew           |
|                                                              | 3. Armee (Generaloberst Alexander Wassiljewitsch Gorbatow)        |                                                                           | |
|                                                              |                                                                   | 40. Schützenkorps - Generalleutnant Wladimir Stepanowitsch Kuznezow       | |
|                                                              |                                                                   |                                                                           | 5. Schützendivision Generalmajor P. T. Michailitzin                                                       |
|                                                              |                                                                   |                                                                           | 129. Schützendivision Oberst Andrei Antonowitsch Ukrainski                                                |
|                                                              |                                                                   |                                                                           | 169. Schützendivision Generalmajor F. A. Werewkin                                                         |
|                                                              |                                                                   | 41. Schützenkorps - Generalmajor Wiktor Kasimirowitsch Urbanowitsch       | |
|                                                              |                                                                   |                                                                           | 269. Schützendivision Generalmajor Alexei Fjodorowitsch Kubassow                                          |
|                                                              |                                                                   |                                                                           | 283. Schützen-Division Generalmajor Wassili A. Konowalow                                                  |
|                                                              |                                                                   |                                                                           | 120. Schützendivision Generalmajor I. P. Goworow                                                          |
|                                                              |                                                                   | 35. Schützenkorps - Generalmajor Nikita Jemeljanowitsch Tschuwakow        | |
|                                                              |                                                                   |                                                                           | 250. Schützendivision Oberst Mahmoud Abdul-Reza Abilow                                                    |
|                                                              |                                                                   |                                                                           | 348. Schützendivision Generalmajor Michail A. Grekow                                                      |
|                                                              |                                                                   |                                                                           | 290. Schützendivision ab 21. Januar Oberst N. A. Wrinkowschew                                             |
|                                                              | 48. Armee (Generalleutnant Prokofi Logwinowitsch Romanenko)       |                                                                           | |
|                                                              |                                                                   | 29. Schützenkorps – Generalleutnant Jakow Stepanowitsch Fokanow           | |
|                                                              |                                                                   |                                                                           | 73. Schützendivision Oberst Ilja Michailowitsch Paschkow                                                  |
|                                                              |                                                                   |                                                                           | 102. Schützendivision Oberst Markian Petrowitsch Pogrebnjak                                               |
|                                                              |                                                                   |                                                                           | 217. Schützendivision Oberst Gregori Abramowitsch Grigorjan                                               |
|                                                              |                                                                   | 42. Schützenkorps - Generalleutnant Konstantin Stepanowitsch Kolganow     | |
|                                                              |                                                                   |                                                                           | 137. Schützendivision Oberst Michail Pawlowitsch Serebrow                                                 |
|                                                              |                                                                   |                                                                           | 170. Schützendivision Oberst Semjen Grigorjewitsch Ziplenkow                                              |
|                                                              |                                                                   |                                                                           | 399. Schützendivision Generalmajor Danil Wassiljewitsch Kazakewitsch                                      |
|                                                              |                                                                   | 3. Garde-Kavalleriekorps Generalleutnant Nikolai Sergejewitsch Oslikowski | |
|                                                              |                                                                   |                                                                           | 5. Garde-Kavallerie-Division Generalmajor N. S. Tschepurkin                                               |
|                                                              |                                                                   |                                                                           | 6. Garde Kavallerie-Division Oberst Pawel Porfirjewitsch Brikel                                           |
|                                                              |                                                                   |                                                                           | 32. Garde-Kavallerie-Division Oberst N. K. Zakurenkow                                                     |
|                                                              | 2. Stoßarmee (Generalleutnant Iwan Iwanowitsch Fedjuninski)       |                                                                           | |
|                                                              |                                                                   | 108. Schützenkorps - Generalleutnant Vitali Sergejewitsch Polenow         | |
|                                                              |                                                                   |                                                                           | 46. Schützendivision Generalmajor Semen Nikolajewitsch Botschew                                           |
|                                                              |                                                                   |                                                                           | 90. Schützendivision Generalmajor Nikolai Grigorjewitsch Ljaschchenko                                     |
|                                                              |                                                                   |                                                                           | 372. Schützendivision Oberstleutnant Pawel W. Melnikow, ab 16.4. Generalmajor Peter Iwanowitsch Radygin   |
|                                                              |                                                                   | 98. Schützenkorps – Generalleutnant Georgi Iwanowitsch Anisimow           | |
|                                                              |                                                                   |                                                                           | 142. Schützendivision Oberst Grigori Leontjewitsch Sonnikow                                               |
|                                                              |                                                                   |                                                                           | 281. Schützendivision Oberst Peter Agafonovich Kurenja                                                    |
|                                                              |                                                                   |                                                                           | 381. Schützendivision Generalmajor A. W. Jakuschew                                                        |
|                                                              |                                                                   | 116. Schützenkorps - Generalmajor Fjodor Kusmitsch Fetisow                | |
|                                                              |                                                                   |                                                                           | 86. Schützendivision Generalmajor Sergei Petrowitsch Demidow                                              |
|                                                              |                                                                   |                                                                           | 321. Schützendivision Oberst Wassili Konstantinowitsch Tschesnokow                                        |
|                                                              |                                                                   |                                                                           | 326. Schützendivision Generalmajor Grigori Semenowitsch Koltschanow                                       |
|                                                              |                                                                   | 29. Panzerkorps – Generalmajor Xenophon Michailowitsch Malachow           | |
|                                                              |                                                                   |                                                                           | 30. Panzerbrigade Oberst Igonin Petrowski                                                                 |
|                                                              |                                                                   |                                                                           | 31. Panzerbrigade Oberst Alexander Pocola                                                                 |
|                                                              |                                                                   |                                                                           | 32. Panzerbrigade Oberstleutnant Semjon Gawrilowitsch Kolesnikow                                          |
|                                                              |                                                                   |                                                                           | 53. mech. Brigade Oberst Dmitri Nikiphorowitsch Dolganow                                                  |
|                                                              | 5. Garde-Panzerarmee (Generalmajor Wassili Timofejewitsch Wolski) |                                                                           | |
|                                                              |                                                                   | 10. mech. Korps Generalmajor Michail Gordejewitsch Sachno                 | |
|                                                              |                                                                   |                                                                           | 178. mech. Brigade Oberst Iwan Wassiljewitsch Polukarow                                                   |
|                                                              |                                                                   |                                                                           | 183. mech. Brigade Oberst Nikolai Stepanowitsch Grischin                                                  |
|                                                              |                                                                   |                                                                           | 186. mech. Brigade Oberst Dmitri Gnezdilow                                                                |
|                                                              |                                                                   | 3. Garde-mech. Korps Generalleutnant Alexei Pawlowitsch Panfilow          | |
|                                                              |                                                                   |                                                                           | 3. Garde-mech. Brigade Oberstleutnant Fedor Chrisanfowitsch Jegorow                                       |
|                                                              |                                                                   |                                                                           | 18. Garde-mech. Brigade Oberst Cyril Osipovich Urwanow                                                    |
|                                                              |                                                                   |                                                                           | 19. Garde-mech. Brigade Oberstleutnant Alexei Kutz                                                        |
|                                                              |                                                                   | 8. mechanisiertes Korps – Generalleutnant Alexei Fjodorowitsch Popow      | |
|                                                              |                                                                   |                                                                           | 58. mech. Brigade Oberst Andrei Alexandrowitsch Somow                                                     |
|                                                              |                                                                   |                                                                           | 59. mech. Brigade Oberst Athanasios S. Turenko                                                            |
|                                                              |                                                                   |                                                                           | 28. mech. Brigade Oberst Grigori Romanowitsch Piwnjew                                                     |
|                                                              | 70. Arme (Generaloberst Wassili Stepanowitsch Popow)              |                                                                           | |
|                                                              |                                                                   | 96. Schützenkorps Generalleutnant Jakub Dschangirowitsch Tschanyshew      | |
|                                                              |                                                                   |                                                                           | 38. Garde-Schützendivision Oberst Jusif Abdullajew Mirza                                                  |
|                                                              |                                                                   |                                                                           | 165. Schützendivision Oberst Nikolai Iwanowitsch Kaladze                                                  |
|                                                              |                                                                   |                                                                           | 1. Schützendivision Oberst Andrei Josifowitsch Karpeljuk                                                  |
|                                                              |                                                                   | 47. Schützenkorps - Generalleutnant Michail Iwanowitsch Dratwin           | |
|                                                              |                                                                   |                                                                           | 71. Schützendivision Oberst Nikolai Z. Beljaew                                                            |
|                                                              |                                                                   |                                                                           | 136. Schützendivision Oberst Wassili Iwanowitsch Trudoljubow                                              |
|                                                              |                                                                   |                                                                           | 162. Schützendivision Oberst Anatoli Muratow                                                              |
|                                                              |                                                                   | 114. Schützenkorps - Generalleutnant Dmitri Iwanowitsch Rjabyschew        | |
|                                                              |                                                                   |                                                                           | 76. Schützendivision Generalmajor A. I. Gerwasjew                                                         |
|                                                              |                                                                   |                                                                           | 160. Schützendivision Generalmajor Nikolai S. Timofejew                                                   |
|                                                              |                                                                   |                                                                           | 200. Schützendivision Oberst Josif Iljitsch Melder                                                        |
|                                                              | 65. Armee (Generaloberst Pawel Iwanowitsch Batow)                 |                                                                           | |
|                                                              |                                                                   | 105. Schützenkorps - Generalleutnant Dmitri Fedorowitsch Alexejew         | |
|                                                              |                                                                   |                                                                           | 44. Garde-Schützendivision Generalmajor Wladimir Borissow                                                 |
|                                                              |                                                                   |                                                                           | 193. Schützendivision Generalmajor Andrei G. Frolenkow, ab 20. März Generalmajor Konstantin Skorobogatkin |
|                                                              |                                                                   |                                                                           | 354. Schützendivision Generalmajor Wladimir Nikolajewitsch Dschandschgawa                                 |
|                                                              |                                                                   | 46. Schützenkorps - Generalleutnant Konstantin Maximowitsch Erastow       | |
|                                                              |                                                                   |                                                                           | 108. Schützendivision Generalmajor Pjotr Alexejewitsch Teremow                                            |
|                                                              |                                                                   |                                                                           | 186. Schützendivision Generalmajor S. S. Belitschko                                                       |
|                                                              |                                                                   |                                                                           | 413. Schützendivision Oberst Andrei Nikolajewitsch Wolkow                                                 |
|                                                              |                                                                   | 18. Schützenkorps Generalleutnant Nikita Jemeljanowitsch Tschuwakow       | |
|                                                              |                                                                   |                                                                           | 37. Garde-Schützendivision Oberst Sabir Umar Oglj Rasimow                                                 |
|                                                              |                                                                   |                                                                           | 15. Schützendivision Oberst Andrei Warjuchin                                                              |
|                                                              |                                                                   |                                                                           | 69. Schützendivision Oberst Fedor Alexejewitsch Makarow                                                   |
|                                                              | 19. Armee (Generalleutnant G. K. Koslow)                          |                                                                           | |
|                                                              |                                                                   | 40. Garde-Schützenkorps - Generalleutnant Semjon Petrowitsch Mikulski     | |
|                                                              |                                                                   |                                                                           | 10. Garde-Schützendivision Generalmajor Chariton A. Khudalow                                              |
|                                                              |                                                                   |                                                                           | 101. Garde-Schützendivision Oberst Fedor Alexejewitsch Grebenkin                                          |
|                                                              |                                                                   | 134. Schützenkorps Generalmajor Andrei Grigorjewitsch Frolenkow           | |
|                                                              |                                                                   |                                                                           | 310. Schützendivision Oberst Nikolai Wasiljewitsch Rogow                                                  |
|                                                              |                                                                   |                                                                           | 272. Schützendivision Oberst Wassili Michailowitsch Meschkow                                              |
|                                                              |                                                                   | 132. Schützenkorps - Generalmajor Fjodor Fjodorowitsch Korokow            | |
|                                                              |                                                                   |                                                                           | 18. Schützendivision Oberst Pjotr Wasiljewitsch Poluweschkin                                              |
|                                                              |                                                                   |                                                                           | 27. Schützendivision Oberst Jewgeni V. Korschunow                                                         |
|                                                              |                                                                   |                                                                           | 313. Schützendivision Oberst Wassili Andrianowitsch Asafew                                                |
|                                                              |                                                                   | 1. Garde-Panzerkorps Generalleutnant Michail Fjodorowitsch Panow          | |
|                                                              |                                                                   |                                                                           | 15. Garde-Panzerbrigade                                                                                   |
|                                                              |                                                                   |                                                                           | 16. Garde-Panzerbrigade                                                                                   |
|                                                              |                                                                   |                                                                           | 17. Garde-Panzerbrigade                                                                                   |
|                                                              |                                                                   |                                                                           | 1. Garde mot. Schützenbrigade Oberstleutnant Nikolai Pawlowitsch Petrow                                   |

## Verlauf

### Tilsit-Insterburger Operation

Der Kampfraum in Ostpreußen

Am 13. Januar begann der durch starkes Artilleriefeuer eingeleitete Angriff der 3. Weißrussischen-Front, der nördlich der Memel durch den südlichen Flügel der 1. Baltischen-Front erweitert wurde. Tschernjachowskis Absicht bestand zunächst darin, die deutsche Abwehrstellung südlich zwischen Schloßberg und Ebenrode zu durchbrechen und über Insterburg auf Königsberg vorzustoßen. Die zwischen Ruß und Schmalleningken stehende sowjetische 43. Armee unter General Beloborodow griff auf breiter Front vom nördlichen Ufer der zugefrorenen Memel nach Süden an. Gegenüber verteidigte auf deutscher Seite das IX. Armeekorps unter General Wuthmann mit einer am Haff eingesetzten Sicherungsdivision und drei neuaufgestellten Volksgrenadier-Divisionen. Die sowjetische 39. Armee unter Generalleutnant Ljudnikow war links von der 43. Armee zwischen Schillfelde und Trappen aufmarschiert und setzte ihren Angriff auf Haselberg in Richtung zur Inster an.
Der Hauptstoß war gegen die Stellungen des deutschen XXVI. Armeekorps unter General der Infanterie Matzky gerichtet. Trotz starker Panzerunterstützung stieß die sowjetische 28. Armee (General A. A. Lutschinski) im Angriff auf Gumbinnen zunächst auf erfolgreiche Abwehr. Erst am Abend des 16. Januar konnten die Rotarmisten das tief gestaffelte Verteidigungssystem durchbrechen. Schloßberg wurde von der sowjetischen 5. Armee (General N. I. Krylow) umfasst und musste von der ostpreußischen 1. Infanterie-Division aufgegeben werden. Um nicht abgeschnitten zu werden, musste das XXVI. Armeekorps in der Nacht zum 17. Januar den Rückzug in Richtung Tilsit antreten. Diese Absetzbewegung ermöglichte der sowjetischen 39. Armee über die Scheschuppe nachzusetzen und Haselberg einzunehmen. Zudem wurde das bei Eydtkau in Reserve liegende 1. Panzerkorps unter General Butkow in die Frontlücke eingeführt. Es überquerte die Inster am 17. Januar und bildete einen Brückenkopf. Die 5. Panzerdivision hielt die Reichsstraße nach Taplacken offen. Die 69. Infanterie-Division musste sich kämpfend über Tapiau zurückziehen und traf am 27. Januar in Königsberg ein. Der Divisionskommandeur Generalleutnant Rein fiel am 16. Januar 1945 bei Rückzugskämpfen um Hohensalzburg.
Der sowjetischen 11. Gardearmee gelang erst am 18. Januar im Raum südlich von Gumbinnen der operative Durchbruch. Die deutsche 4. Armee sah sich am linken Flügel (XXVI. Armeekorps) an der Inster bereits durch die 39. Armee überflügelt. General Hoßbach musste die noch intakte Front (VI. A.K. und XXXXI. Pz.K.) zwischen Goldap und den Narew schnellstens aufgeben, nachdem auch die anfangs von der 2. Armee gehaltene Front eingestürzt war. Am 20. Januar konnte die sowjetische 43. Armee in Tilsit eindringen. Am gleichen Tag brachen Panzer der 11. Gardearmee zwischen Kreuzingen und Aulenbach durch, die Sowjets waren vor Norkitten und vor Taplacken in die deutsche Linie eingebrochen. Der deutsche Rückzug aus der Nordenbug-Pentlack-Stellung wurde notwendig. Am 21. Januar fiel Insterburg in die Hände des 36. Garde-Schützenkorps unter Generalmajor Koschewoi. Dazwischen versuchten die abgekämpften Reste der geschlagenen deutschen 3. Panzerarmee, sich hinter Pregel und Deine abzusetzen und nach Königsberg zu gelangen. Das freigewordene Armeeoberkommando wurde über See herausgezogen und übernahm später die Befehlsführung an der nördlichen Oderfront.
Zur gleichen Zeit konnte Baghramjans 1. Baltische Front im westlichen Kurland die Belagerung der Hafenstadt Memel beenden. Das noch gegenüber der sowjetischen 51. Armee im Brückenkopf Memel haltende XXVIII. Armeekorps (58. und 95. Infanteriedivision) unter General Gollnick wurde ab 22. Januar über die Frische Nehrung nach Samland abgesetzt.

### Mlawa–Elbinger Operation
Das deutsche XXVII. Armeekorps hielt gegenüber dem Serok-Brückenkopf der sowjetischen 65. Armee die Verbindung zum linken Flügel der 9. Armee. Zwischen Narew und Weichsel deckte dabei die 542. Volksgrenadier-Division gegenüber der sowjetischen 47. Armee im Raum Modlin, während nördlich davon die 252. und 35. Infanterie-Division eingesetzt waren. Wegen der schlechten Wetterlage musste der südlichere Angriff durch die 2. Weißrussische Front aus den Narew-Brückenköpfen von Serok (65. und 70. Armee) und Różan (48. Armee) zweimal verschoben werden und konnte erst am 14. Januar beginnen. Die von den Truppen Rokossowskis geführte Mlawa-Elbinger Operation blieb anfangs weit unter den Erwartungen. Der Widerstand der deutschen 2. Armee war zu Beginn stärker als erwartet und erlaubte den Sowjets am ersten Angriffstag nur ein Vorgehen von 7-8 Kilometer Tiefe. Erst als sich Rokossowski entschloss, auch die 2. Stoßarmee unter General Fedjuninski in die Schlacht einzuführen, gelang der Durchbruch in nordwestliche Richtung auf Neidenburg. Am 17. und 18. Januar fielen Modlin, Płońsk und Płock in sowjetische Hände. Das XX. und XXIII. Armeekorps der 2. Armee räumten am 17. Januar Ciechanow und Przasnysz und gaben am 18. Januar auch Mława und das Armee-Hauptquartier in Proskowo auf. Dadurch wurde im Norden der sich im Raum nördlich Lomscha und der Bober noch haltende rechte Flügel (LV. Armeekorps) der 4. Armee unhaltbar. Die Masse der 2. Armee (XXIII. und XXVII. Armeekorps) konnte sich der drohenden Umfassung im Raum Pultusk entziehen, indem sie das von der Heeresgruppe aus der Reserve zugeführte Generalkommando VII. Panzerkorps an sich zog und sich nördlich der Weichsel in Richtung auf Graudenz zurückzog, um später die Verteidigung in Westpreußen zu übernehmen. Rokossowskis Front führte am 20. Januar die geplante Schwenkung nach Norden aus und stieß über Allenstein bis zum Frischen Haff vor. Am 21. Januar fielen Osterode und Hohenstein in die Hände der Sowjets. Das Tannenberg-Denkmal wurde durch Pioniere der 299. Infanteriedivision gesprengt und die sterblichen Überreste Hindenburgs und seiner Gattin wurden über die Ostsee nach Stettin überführt.
Am Abend des 23. Januar brach die Vorhut der 5. Gardepanzerarmee in die Stadt Elbing ein, ab 26. Januar war die Ostsee erreicht und der Rückzug der 4. Armee nach Westen abgeschnitten. Von den größeren Städten Ost- und Westpreußens waren Ende Januar nur noch Königsberg, Elbing, Marienburg, Graudenz und Thorn in deutscher Hand. Die dünne Front der 2. Armee wurde verstärkt durch die aus dem Kurlandkessel herangeführte 31. Volksgrenadier-, 32. und die 227. Infanteriedivision. Die 4. Panzerdivision unter General Betzel wurde zur Hauptstütze der Abwehrkämpfe an der bedrohten Südfront der 2. Armee. Nach dem Verlust der Landverbindung nach Stettin standen dieser Gruppierung zur Versorgung nur noch die Häfen von Danzig und Gotenhafen zur Verfügung, wo das VII. Panzerkorps unter General von Kessel die Führung übernahm. Am 31. Januar begann die von sowjetischen Truppen abgeschnittene Thorn-Gruppe (31. und 73. Infanterie-Division) mit dem Ausbruch in der Richtung auf Schwetz, um sich wieder mit der Masse der 2. Armee an der Weichsel zu vereinigen. Thorn fiel am 1. Februar in sowjetische Hand, am 3. Februar gelang es den Resten des XXVII. Armeekorps die Weichsel zu erreichen.
Bis zum 8. Februar hatte die 2. Weißrussische Front die Masse ihrer Armeen zur Eroberung von Ostpommern umgegliedert; sie wurde nach Anlaufen der Ostpommern-Operation zusätzlich durch die 19. Armee verstärkt. Zwischen der Weichsel, Stolp und Preußisch Friedland versuchte die deutsche 2. Armee (XXIII. und XXVII. Armeekorps) eine neue Front aufzubauen.

## Folgen für die Zivilbevölkerung

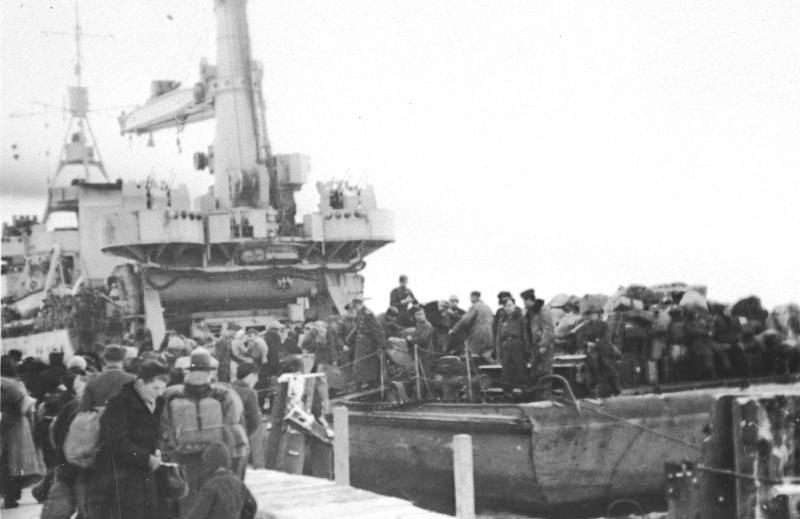
Einschiffung von Flüchtlingen und Soldaten

Die Folgen des sowjetischen Durchbruches wurde für die Bewohner Ostpreußens zur Katastrophe. Durch den Vorstoß der Roten Armee aus dem Raum nördlich von Warschau nach Elbing und zur Ostsee wurde Ostpreußen Ende Januar 1945 vom Deutschen Reich abgeschnitten. Die Menschen versuchten sich in Trecks nach Westen durchzuschlagen oder die Ostseehäfen zu erreichen, um von dort auf Schiffen der Kriegsmarine nach Westen zu gelangen. Für diejenigen, die von der Roten Armee eingeholt oder überrollt wurden, bedeutete dies in den meisten Fällen Verschleppung, Vergewaltigung oder Tod.
Es wird geschätzt, dass von den bei Kriegsende etwa 2,4 Millionen Bewohnern Ostpreußens ungefähr 300.000 unter elenden Bedingungen auf der Flucht ums Leben gekommen sind. Unter den Menschen, die bei den Versenkungen der Wilhelm Gustloff (30. Januar), der General von Steuben (10. Februar) und der Goya (16. April) starben, befanden sich viele Flüchtlinge aus Ostpreußen, mehrere Tausend pro Schiff. Anfang April befanden sich noch etwa 400.000 Zivilisten in den letzten von der Wehrmacht gehaltenen Regionen, davon die meisten in Pillau. Nach der Kapitulation Königsbergs am 9. April  handelte es sich bei den Transporten im Wesentlichen lediglich um einen Pendelverkehr nach Hela, nicht in den sicheren Westen. Mit der Eroberung von Samland durch die Rote Armee am 25. April fanden die Transporte aus Pillau ein Ende.

## Allgemeiner Rückzug auf Königsberg
Am 25. Januar wurde gegen den ausdrücklichen Befehl Hitlers Lötzen und die masurische Seenstellung aufgegeben, die nördlich anschließende Angerapp-Linie war bereits unhaltbar. Am gleichen Tag ging im Bereich der 2. Fallschirm-Panzer-Division „Hermann Göring“ Zinten verloren. Der gegen den Führerbefehl befohlene Rückzug der 4. Armee kostete Generaloberst Reinhardt und General Hoßbach das Kommando. Zum neuen Oberbefehlshaber der Heeresgruppe hatte Hitler Generaloberst Rendulic bestellt.
Am 26. Januar drangen sowjetische Truppen südlich von Tolkemit zur Ostsee durch, womit eine regellose Flucht der Bevölkerung aus dem Raum Königsberg begann. Bis zum 29. Januar erreichten die Truppen der 3. Weißrussischen Front bei Groß Heydekrug das Frische Haff westlich von Königsberg. Somit entstanden zunächst drei Kessel mit bis zu 30 Divisionen: bei Heiligenbeil (4. Armee) sowie um Königsberg und im Samland (Korps Gollnick). Die letzten beiden konnten sich am 19. Februar wiedervereinigen und so die Versorgung aus bzw. Evakuierung von Königsberg nach Pillau ermöglichen (Unternehmen „Westwind“). Im zurückeroberten Gebiet wurde dabei das Massaker von Metgethen aufgedeckt.
Am 25. Januar ordnete Hitler die Umgruppierung der nun voneinander isolierten deutschen Truppen im Nordbereich der Ostfront an: die Reste der Heeresgruppe Mitte in Ostpreußen wurden in Heeresgruppe Nord umbenannt, die im Kurlandkessel eingeschlossene bisherige Heeresgruppe Nord wurde zur Heeresgruppe Kurland und in Ostpommern wurde die Heeresgruppe Weichsel gebildet. Gleichzeitig wurden mehrere Befehlshaber ausgetauscht und Königsberg zur Festung erklärt.
Bei einem Angriff auf den  Kessel von Heiligenbeil wurde Tschernjachowski am 18. Februar bei Mehlsack tödlich verwundet, seine Nachfolge als Befehlshaber der 3. Weißrussischen Front trat der zuvor im Generalstab tätige Alexander Wassilewski an, dem auch die in „Samlandgruppe“ umbenannte 1. Baltische Front unterstellt wurde. Wassilewski setzte die Offensive nicht unmittelbar fort, sondern erwartete Verstärkungen, während Rokossowskis 2. Weißrussische Front die Schlacht um Ostpommern schlug.

### Das Ende im Heiligenbeiler Kessel und in Samland

Die Küste Ostpreußens zwischen Elbing und Königsberg

Die endgültige Zerschlagung der in Ostpreußen eingekesselten Truppen begann am 13. März 1945 mit dem Angriff der 3. Weißrussischen Front auf den Heiligenbeiler Kessel (Braunsberger Angriffsoperation, 13. März bis 25. April). Für die Zerschlagung von etwa 16 eingeschlossenen deutschen Divisionen setzten die Sowjets ganze 7 Armeen ein: Links gegen Braunsberg griff die 48. Armee gegen das VI. Armeekorps an, zwischen Breitlinde und Zinten wurde die 3., 50. und 31. Armee gegenüber dem XX. Armeekorps konzentriert. Rechts folgend, dem XXXXI. Panzerkorps gegenüber, verlängerte die 28. Armee die Kesselfront bis auf die Höhe von Kreuzburg. Nordwärts anschließend, versuchte die 5. Armee unter General Krylow zwischen Kobbelbude und Altenberg antretend, die Landverbindung nach Königsberg abzuschneiden. Die Truppen der 48. Armee konnten am 20. März Braunsberg erobern, wodurch der Kessel weiter verengt wurde. Die noch durch die Panzer-Grenadier-Division Großdeutschland aufrechterhaltene Verbindung mit Königsberg war bereits durch die sowjetische 5. Armee bei Heide-Maulen unterbunden worden.
Ende März waren die Reste der 4. Armee und viele Flüchtlinge am schmalen Küstenvorsprung zwischen Balga und Kahlholz zusammengedrängt und im direkten Feuerbereich sowjetischer Geschütze. General Müller hatte sich bereits nach Pillau übersetzen lassen, verlangte aber das weitere Ausharren der Restbesatzung, um so viel Flüchtlinge wie möglich über See evakuieren zu können. Um die gleiche Zeit gingen in Westpreußen im Bereich der 2. Armee Gotenhafen und Danzig an die 2. Weißrussische Front verloren.
Am 6. April begann die Schlacht um Königsberg. Der sowjetischen 39. Armee gelang es zum wiederholten Male die Eisenbahnlinie Königsberg-Pillau zu unterbrechen. Die 39. Armee drang dabei in die zur Festung erklärte Stadt ein, wo der sich rechtzeitig abgesetzte Gauleiter Erich Koch zum fanatischen Widerstand aufgerufen hatte. Nach zwei Tagen schwerer Kämpfe wurde die Garnison der Stadt von der nördlicher stehenden und durch die sowjetische 43. Armee abgedrängte Armeeabteilung Samland (General Gollnick) abgeschnitten. Der Stadtkommandant General Lasch beantragte beim AOK 4, die 5. Panzer-Division von Westen her zum Entsatz einzusetzen. General Friedrich-Wilhelm Müller, der Oberbefehlshaber der 4. Armee, untersagte den Ausbruch der Besatzung nach Westen, wobei die Zivilbevölkerung mitgenommen werden sollte. Die eingeschlossene Besatzung lehnte am 8. April die von der Sowjetunion angebotene Kapitulation der Stadt ab. Nach schwerem Beschuss griff die sowjetische 11. Garde-, die 39. und 48. Armee, unterstützt von 1.500 Flugzeugen, das Stadtzentrum am 9. April an und zwang die Garnison zur Kapitulation. 42.000 deutsche Soldaten waren gefallen und weitere 92.000 gingen in sowjetische Kriegsgefangenschaft. Die freigewordenen Kräfte der 2. Weißrussischen Front wurden für die Berliner Operation nach Westen an die nördliche Oderfront verlegt.
Die deutsche 2. Armee unter ihrem neuen Oberbefehlshaber General von Saucken war bereits am 7. April in Armee Ostpreußen umbenannt worden und war nach der Vernichtung der 4. Armee bis zum Kriegsende für die Verteidigung der restlichen Küstenstreifen in West- und Ostpreußen zuständig. Die verbleibenden sowjetischen Kräfte konnten bis zum 25. April auch die Reste der Armeeabteilung Samland (Reste IX. und XXVI. A.K.) aufreiben. Pillau fiel ebenfalls am 25. April in sowjetische Hände, wohingegen der Kampf um die Frische Nehrung noch bis zum Kriegsende andauerte.

## Verluste und Folgen
Die Rote Armee eroberte Ostpreußen, vernichtete nach eigenen Angaben 25 deutsche Divisionen vollständig (weitere 12 verloren 50 bis 70 Prozent ihrer Stärke) und nahm 220.000 deutsche Soldaten gefangen. Große Mengen an Kriegsgerät, etwa 5.000 Geschütze, 400 Panzer und 300 Flugzeuge wurden erbeutet oder zerstört. Nach sowjetischen Angaben verlor die Rote Armee 584.774 Soldaten (davon 126.464 Gefallene), 3.525 Panzer und Selbstfahrlafetten und 1.450 Flugzeuge.